# Dieter Hildebrandt
Dieter Hildebrandt (Bunzlau, 23 mei 1927 – München, 20 november 2013) was een Duitse acteur, cabaretier en boekauteur.

## Jeugd en opleiding
Dieter Hildebrandt werd geboren in Bunslau als zoon van Walter Hildebrandt en zijn vrouw Gertrud. Hij had twee broers, waarvan er een op jonge leeftijd overleed en de andere journalist werd. Toen Dieter Hildebrandt 8 jaar was verkreeg zijn vader een boerderij, die door de familie werd geleid. Reeds tijdens zijn schooltijd ontdekte Dieter Hildebrandt zijn liefde voor het acteervak. Hij werd lid van een acteergroep van de Hitlerjugend. Vanaf 1943 was hij HJ-marinehulp, kort voor het einde van de oorlog werd hij alsnog opgeroepen voor de militaire dienstplicht.
Tegen het einde van de Tweede Wereldoorlog werd hij in de nabijheid van Berlijn ingezet en belandde in Amerikaanse krijgsgevangenschap in Gardelegen. Na zijn ontslag in 1945 kwam hij in Windischeschenbach weer samen met zijn uit Silezië verdreven familie. In Weiden in der Oberpfalz behaalde hij alsnog zijn diploma. In 1950 startte hij een studie literatuur- en theaterwetenschap en kunstgeschiedenis aan de Ludwig Maximilians-Universiteit in München. Nog steeds wilde hij acteur worden en nam na het zakken voor het toelatingsexamen aan de Otto-Falckenberg-school privé-acteerlessen bij Alice Strathmann. In 1953 legde hij het examen af van de acteursgenootschap bij het Residenztheater München. Hildebrandt was begonnen aan een proefschrift voor het behalen van een dokterstitel, maar brak in 1955 de opleiding af zonder diploma, toen zijn studiebegeleider in ruste ging en zich de eerste successen aankondigden bij zijn optredens in studentencabarets.

## Carrière

### Als cabaretier
Zijn eerste contact met het cabaret kreeg hij tijdens zijn studie. Hij werkte als plaatsaanwijzer in het Theater Die Kleine Freiheit in München, dat in 1951 werd opgericht door Trude Kolman en waar Erich Kästner de programma's schreef. Hier leerde hij Werner Finck, Robert Neumann en Oliver Hassencamp kennen, waarvan hij behoorlijk onder de indruk was. Vervolgens werkte Hildebrandt zelf mee bij het studentencabaret Die Seminarren en richtte het cabaret Die Namenlosen op, wiens opvoeringen in Schwabing zo succesvol waren, dat in 1956 een programma werd uitgezonden op de televisie.
Na de ontbinding van Die Namenlosen richtte hij samen met sportreporter Sammy Drechsel in 1956 de Münchner Lach- und Schießgesellschaft op, die zich in de daaropvolgende jaren als een van de populairste cabarets in Duitsland ontwikkelden. Vanaf het begin werden de programma's door radio en televisie uitgezonden. Vooral Schimpf vor zwölf, het oudejaarsprogramma dat tussen 1963 en 1971 om de twee jaar door de ARD live werd uitgezonden, werd een vaste registratie en maakte de groep bij het grote publiek populair. Vanaf 1962 ging het gezelschap jaarlijks op tournee. Terwijl de andere leden in het verloop van een aantal jaren wisselden, bleven Drechsel als regisseur en organisator en Hildebrandt de steunpunten van het gezelschap.
In december 1972 was de afscheidsvoorstelling van de Lach- und Schießgesellschaft. Toen het gezelschap in 1976 opnieuw werd opgericht, bleef Hildebrandt bij het cabaret als raadgever en tekstdichter, maar trad zelf niet meer op.
Een nieuwe partner voor eigen cabaretgerichte activiteiten vond Hildebrandt in de Oostenrijker Werner Schneyder, waarmee hij tussen 1974 en 1981 in totaal zes programma's schreef en door geheel Duitsland en Oostenrijk toerde. In 1985 kwam het tot een gezamenlijk gastspel in de DDR op uitnodiging van de Leipziger Pfeffermühle, welk optreden door Hildebrandt als een bovenmatige beroepservaring werd beschouwd. In de jaren 1980 volgden twee gezamenlijke programma's met Gerhard Polt en de medewerking in diens filmen Kehraus en Man spricht Deutsch.
Hildebrandts cabaretistische optredens onderscheidden zich door slagvaardigheid, spontaniteit en improvisatietalent.

### Televisie
Al sinds het einde van de jaren 1950 had Hildebrandt steeds weer voor de televisie gewerkt. Hij speelde in producties als de musical Es gibt immer drei Möglichkeiten (1959) en schreef draaiboeken voor de filmkomedie Mein Mann, das Wirtschaftswunder (1960). Beide activiteiten verenigde de verfilming van de satirische vertelling Doktor Murkes gesammeltes Schweigen (1964) van Heinrich Böll, waarin Hildebrandt de titelrol speelde. Ook in verschillende cabaretprogramma's was hij actief voor meerdere jaren, zoals in Die Rückblende en de oudejaarsproductie Schimpf vor zwölf.
Vanaf 1973 kreeg hij bij het ZDF een eigen politieke satire-serie met de naam Notizen aus der Provinz, die werd uitgezonden tot 1979 in 66 afleveringen. Ook hier was een samenwerking tussen Sammy Drechsel en Dieter Hildebrandt. Terwijl eerstgenoemde regisseerde, presenteerde Hildebrandt in de typische stijl van politieke magazines de filmbijdragen, waarin confronterende scenes en gedocumenteerd materiaal tegen elkaar werden gesneden. Door de uitzending werd hij bekend.
Geproduceerd door de Sender Freies Berlin en opnieuw onder de regie van Drechsel schiep Hildebrandt bij de ARD het live-cabaretprogramma Scheibenwischer (1980 tot 2008). De laatste Scheibenwischer met Dieter Hildebrandt werd op 2 oktober 2003 in het kader van een groot gala gevierd, waaraan jarenlange vrienden als Bruno Jonas deelnamen. Na Hildebrandts afscheid belastte Jonas zich samen met Mathias Richling en Georg Schramm met de leiding van het programma.

## Andere activiteiten
Terwijl Hildebrandt in 2004 en 2005 nog enkele gastoptredens afwerkte in Scheibenwischer, trad hij daarna meermaals op in de serie Neues aus der Anstalt, het eerste cabaretformat van het ZDF sinds zijn Notizen aus der Provinz. Samen met Werner Schneyder speelde hij in 2000 in het theaterstuk Sonny Boys een oud, gehaat komiekenpaar. De opvoering bij de Münchner Kammerspiele leverden een tournee en een tv-verfilming op. Sindsdien hij zijn tv-carrière had opgegeven, werkte hij steeds meer als auteur en hield hij satirische lezingen. Zijn boeken – als eerste Was bleibt mir übrig, gepubliceerd in 1986 – scoorden in de bestsellerlijsten. Tijdens een gesprek met Bernd Schroeder ontstond de in 2006 gepubliceerde autobiografie Ich mußte immer lachen. Tot 2012/2013 was hij met programma's op tournee en hield jaarlijks zo'n 180 lezingen. Verder werkte hij mee in de bioscoopfilm Zettl van Helmut Dietl, een vervolg van de tv-serie Kir Royal, waarin hij in 1986 een hoofdrol speelde. Hij hield zich bezig bij störsender.tv, een met crowdfunding gefinancierd Internet-tv-project. De eerste uitzending was op 31 maart 2013.

## Privéleven en overlijden
Hildebrandt leerde zijn vrouw Irene Mendler kennen in 1951 en vier jaar later traden ze in het huwelijk. Uit het huwelijk ontstonden twee dochters. Zijn vrouw overleed op 9 augustus 1985 na een langdurige ziekte (kanker). Enkele maanden later op 19 januari 1986 overleed ook zijn jarenlange vriend Sammy Drechsel. In 1992 trouwde hij met zijn cabaretcollega en actrice Renate Küster. Hij woonde in het stadsdeel Waldperlach van München, interesseerde zich voor sport, speelde tennis en was jarenlang lid van de prominentenvoetbalclub FC Schmiere. Hildebrandt overleed op 20 november 2013 op 86-jarige leeftijd in een ziekenhuis in München aan de gevolgen van prostaatkanker en werd bijgezet op de Neue Südfriedhof in München.

## Onderscheidingen
- 1976 Adolf-Grimme-prijs met brons voor Notizen aus der Provinz
- 1977 Deutscher Kleinkunstprijs
- 1979 Ernst-Hoferichter-prijs
- 1982 Glashaus-Mediaprijs van de Rundfunk-Fernseh-Filmunion
- 1982 Journalistenprijs Der grüne Zweig van de Bundes Naturschutz
- 1983 Adolf-Grimme-prijs met zilver voor Scheibenwischer (samen met Gerhard Polt en Gisela Schneeberger)
- 1983 Duitse kritiekprijs
- 1984 Ludwig-Thoma-medaille van de stad München
- 1986 Adolf-Grimme-prijs met goud voor Scheibenwischer
- 1986 Schillerprijs van de stad Mannheim
- 1987 Televisieprijs TeleStar
- 1987 Waldemar-von-Knoeringen-prijs van de Georg-von-Vollmar-Akademie
- 1989 Martini-prijs
- 1990 Alternative Georg-Büchner-prijs
- 1992 Gouden medaille München leuchtet – Den Freunden Münchens
- 1993 Civis – Europas Mediaprijs voor Integratie
- 1997 Eerste prijswinnaar van de nieuwe Münchhausen-prijs
- 1997 Gouden medaille München leuchtet – Den Freunden Münchens
- 1997 Ereprijs van de Goldenen Kabels Gong/Telekom
- 2001 Prix Pantheon prijs Reif & Bekloppt
- 2001 Wilhelm-Hoegner-prijs
- 2002 Zwitserse cabaret-prijs Cornichon
- 2003 Cultuurprijs Silezië van het land Niedersachsen
- 2003 Gouden Gong voor de cabaretuitzending Scheibenwischer
- 2004 Markgräfler Gutedelprijs
- 2004 Adolf-Grimme-prijs als bijzondere ering voor zijn levenswerk
- 2006 Kleinkunstprijs van de stad Aschersleben
- 2006 Bayerischer Poetentaler
- 2007 Garchinger Kleinkunstmaske
- 2007 Krefelder Krähe – Ereprijs van de cabaretgroep Die Krähen Krefeld
- 2008 Duitse kleinkunstprijs – Ehrenpreis des Landes Rheinland-Pfalz voor zijn levenswerk
- 2010 Culturele ereprijs van de landshoofdstad München
- 2011 Salzburger Stier, levenswerk
- 2013 Hermann-Sinsheimer-prijs
- 2013 Erich-Kästner-prijs
- 2013 Nordrhein-Westfälischer Kleinkunstprijs Bocholter Pepperoni
- 2014 Kasseler Literatuurprijs voor groteske humor (hoofdprijs)

## Werken

### Boeken
- Über die Bundesliga. De verkochte huid of een leven in een trainingspak. Luzern, Frankfurt am Main 1979, ISBN 3-7658-0295-6.
- Stein oder nicht Stein. Hyperion-Verlag, Freiburg im Breisgau 1979, ISBN 3-7786-0206-3.
- Spaß ist machbar. Hyperion-Verlag, Freiburg im Breisgau 1980, ISBN 3-7786-0210-1.
- Unser Rhein-Main-Donau-Kanal (met Hanns Christian Müller, Gerhard Polt). Heyne-Verlag, München 1983, ISBN 3-453-35631-4.
- Krieger Denk Mal ! (met Hanns-Christian Müller, Gerhard Polt). Knaur, München 1984, ISBN 3-426-02120-X.
- Faria Faria Ho (met Hanns-Christian Müller, Gerhard Polt). Knaur, München 1985, ISBN 3-426-02179-X.
- Was bleibt mir übrig. Anmerkungen zu (meinen) 30 Jaar cabaret. Kindler, München 1986, ISBN 3-463-40032-4.
- Von GAU zu GAU oder Die Wackersdorfidylle. Knaur, München 1986, ISBN 3-426-02185-4.
- Scheibenwischer Zensur. Knaur, München 1986, ISBN 3-426-02188-9.
- Wippchen oder die Schlacht am Metaphernberge. Droemer Knaur, München 1991, ISBN 3-426-73002-2.
- Denkzettel. Kindler, München 1992, ISBN 3-426-60302-0.
- Der Anbieter. Materiaal voor een gesprek dat nooit heeft plaatsgevonden. Volk und Welt, Berlin 1994, ISBN 3-353-00998-1.
- Die verkaufte Haut. Een Comic over voetbalmafia en politiek (met Dieter Hanitzsch). List, München 1994, ISBN 3-471-77893-4.
- Gedächtnis auf Rädern. Blessing, München 1997, ISBN 978-3-89667-022-9.
- Tennis. Deutscher Taschenbuch-Verlag, München 1999, ISBN 3-423-20264-5.
- Gedächtnis auf Rädern – CD, DHV 2000, ISBN 978-3-89584-553-6.
- Vater unser – gleich nach der Werbung. Blessing, München 2001, ISBN 3-89667-150-2.
- Ausgebucht. Mit dem Bühnenbild im Koffer. Blessing, München 2004, ISBN 3-89667-267-3.
- Ich mußte immer lachen. Dieter Hildebrandt vertelt over zijn Leben (met Bernd Schroeder [bewerkt]). Kiepenheuer und Witsch, Köln 2006, ISBN 978-3-462-03730-2.
- Nie wieder achtzig! Blessing, München 2007. ISBN 978-3-89667-331-2.
- Ich gebe ihnen mein Ehrenwort (met Roger Willemsen), Fischer, Berlin 2009.
- Wie haben wir gelacht. Ansichten zweier Clowns. (met Peter Ensikat). Aufbau, Berlin 2013, ISBN 978-3-351-02760-5.
- Letzte Zugabe, met tekeningen van Dieter Hanitzsch en een nawoord van Roger Willemsen, Karl Blessing Verlag, München 2014, ISBN 978-3-89667-537-8
- Dieter Hildebrand: Was aber bleibt: Texte aus fünf Jahrzehnten, tekeningen van Dieter Hanitzsch, Blessing, München 2017, ISBN 978-3-89667-575-0.

### Geluidsdragers
- Radio Eriwan antwortet: Im Prinzip Ja – met Klaus Havenstein, LP, Global Intercord 1972.
- Talk Täglich – met Werner Schneyder, DLP, Telefunken 1975.
- Eine kleine Schlachtmusik – met de Philharmonische Cellisten Keulen, DLP, Wergo 1981.
- Querschnitte aus 5 Programmen (1974–1982) – met Werner Schneyder, LP, Muzikant 1982.
- Die Kabarettlegende 1: Talk täglich/Lametta & Co – met Werner Schneyder, CD, Preiser 1999.
- Die Kabarettlegende 2: Wie abgerissen/Keine Fragen mehr – met Werner Schneyder, CD, Preiser 2000.
- Die Kabarettlegende 3: Ende der Spielzeit – met Werner Schneyder, CD, Preiser 2000.
- Sonny Boys – met Werner Schneyder, 2 CDs, Preiser 2001.
- Das Krokodil – van Fjodor Dostojewski, luisterboek gelezen door Dieter Hildebrandt. CD, Litraton, Hamburg 2003, ISBN 3-89469-592-7.
- Ausgebucht – 2 CDs, Random House 2004, ISBN 978-3-86604-674-0.
- Goethes weder – weder, Schillers noch – noch. twee Weimarse feestvoordrachten door Prof. Dr. Immanuel Tiefbohrer – luisterboek gelezen door Dieter Hildebrandt. CD, Litraton, Hamburg 2005, ISBN 3-89469-735-0.
- Ich musste immer lachen – met Bernd Schroeder, 2 CDs, Random House 2006, ISBN 978-3-86604-508-8.
- Dieter Hildebrandt wirft ein – 2 CDs, Random House 2006, ISBN 978-3-86604-199-8.
- Elf Freunde müßt ihr sein … – van Sammy Drechsel, luisterboek gelezen door Dieter Hildebrandt. Hörcompany, Hamburg 2006, ISBN 3-935036-94-9.
- Erlebte Geschichte(n). Dieter Hildebrandt, Ingo Insterburg en Hanns Dieter Hüsch vertellen – DAV, Berlin 2006, ISBN 3-89813-531-4.
- Tennis – CD, Komplett-Media 2007, ISBN 978-3-8312-6176-5.
- Ich gebe Ihnen mein Ehrenwort – met Roger Willemsen, CD, Random House 2007, ISBN 978-3-86604-674-0.
- Vater unser gleich nach der Werbung – met Renate Küster, 2 CDs, Random House 2009, ISBN 978-3-8371-0160-7.
- Politiker-Märchen: die schönsten Lügen aus 60 Jahren Bundesrepublik – CD, Diederichs 2009, ISBN 978-3-424-35007-4.
- Nie wieder achtzig – CD, Random House 2011, ISBN 978-3-86604-696-2.
- Ich kann doch auch nichts dafür – 2 CDs, Random House 2011, ISBN 978-3-8371-0905-4.
- Es war einmal... meistens aber öfter: Politikerlügen – brutalstmöglich aufgeklärt – CD, Diederichs 2012, ISBN 978-3-424-35071-5.
- „Zugabe Leipzig“ – Auftritt in der Leipziger Pfeffermühle am 9.1.1985 – met Werner Schneyder, CD, Herbig 2013, ISBN 978-3-7844-4263-1.
- Wie haben wir gelacht – Ansichten zweier Clowns – met Peter Ensikat, 3 CDs, Random House 2013, ISBN 978-3-8371-2115-5.

## Film en televisie
- 1958: Mit Eva fing die Sünde an (draaiboekauteur)

- 1959: Ich und die Kuh, Soldat (niet genoemd)
- 1960: Mein Mann, das Wirtschaftswunder (draaiboekauteur)
- 1960: Lampenfieber
- 1961: Eine hübscher als die andere (draaiboekauteur)
- 1962: Streichquartett, tv-productie, als Meyer Zwei
- 1964: Doktor Murkes gesammeltes Schweigen, tv-film (draaiboek, naar Heinrich Böll en hoofdrolspeler)
- 1965: Doktor Murkes gesammelte Nachrufe, tv-film, als Doktor Murke
- 1966: Zwei Girls vom Roten Stern
- 1972–1979: Notizen aus der Provinz, satire-tv-uitzending
- 1977: Zwei himmlische Töchter (Fluglotse), tv-serie
- 1980–2003: Scheibenwischer, tv-cabaretreeks
- 1983: Unsere Nachbarn, die Baltas, tv-serie, als Herr Heuber
- 1983: Kehraus
- 1983: Is was, Kanzler?
- 1986: Kir Royal, tv-serie, als fotograaf Herbie Fried
- 1986: Meier
- 1988: Man spricht deutsh
- 1990: Go, Trabi, Go
- 1992: Wir Enkelkinder
- 1999: Silberdisteln
- 2012: Zettl

- Bibliothèque nationale de France: cb12310603v (data)
- Gemeinsame Normdatei: 118815202
- International Standard Name Identifier: 0000 0000 2663 6171
- Library of Congress Control Number: n86122934
- MusicBrainz: 390845c1-04d2-4624-84f2-314f5c44c9a3
- Nationale Bibliotheek van Tsjechië: xx0272230
- Nationale Bibliotheek van Polen: a0000003018309
- Nederlandse Thesaurus van Auteursnamen: 238100626
- Système universitaire de documentation: 05940227X
- Virtual International Authority File: 32064781
- WorldCat: E39PBJkMDmx9tmMfGr4CJJK8G3